# 马文 (南达科他州)
马文（英語：Marvin），是美国南达科他州下属的一座城市。根据2010年美国人口普查，该市有人口34人。论人口在本州排行第291。